# Ветеран (Вайоминг)
Ветеран (англ. Veteran, Wyoming) — статистически обособленная местность, расположенная в округе Гошен (штат Вайоминг, США) с населением в 28 человек по статистическим данным переписи 2000 года.

## География
По данным Бюро переписи населения США статистически обособленная местность Ветеран имеет общую площадь в 3,37 квадратных километров, водных ресурсов в черте населённого пункта не имеется.
Ветеран расположен на высоте 1292 метра над уровнем моря.

## Демография
По данным переписи населения 2000 года в Ветеране проживало 28 человек, 8 семей, насчитывалось 11 домашних хозяйств и 16 жилых домов. Средняя плотность населения составляла около 8,1 человек на один квадратный километр. Расовый состав Ветерана по данным переписи был исключительно белым.
Из 11 домашних хозяйств в 27,3 % — воспитывали детей в возрасте до 18 лет, 81,8 % представляли собой совместно проживающие супружеские пары, 18,2 % не имели семей. 18,2 % от общего числа семей на момент переписи жили самостоятельно, при этом среди жителей в возрасте 65 лет отсутствовали одиночки. Средний размер домашнего хозяйства составил 2,55 человек, а средний размер семьи — 2,89 человек.
Население статистически обособленной местности по возрастному диапазону по данным переписи 2000 года распределилось следующим образом: 17,9 % — жители младше 18 лет, 3,6 % — между 18 и 24 годами, 17,9 % — от 25 до 44 лет, 39,3 % — от 45 до 64 лет и 21,4 % — в возрасте 65 лет и старше. Средний возраст жителей составил 52 года. На каждые 100 женщин в Ветеран приходилось 100,0 мужчин, при этом на каждые сто женщин 18 лет и старше приходилось 109,1 мужчин также старше 18 лет.